# Slobodan Marković
Slobodan Marković, cyr. Слободан Марковић (ur. 9 listopada 1978 w Čačaku) – serbski piłkarz, grający na pozycji obrońcy, a wcześniej pomocnika, reprezentant Serbii i Czarnogóry.

## Kariera piłkarska

### Kariera klubowa
Wychowanek klubów Dinamo Zagrzeb i FK Vojvodina Nowy Sad. W 1998 rozpoczął karierę piłkarską w FK Borac Čačak. W 2002 przeniósł się do FK Železnik Belgrad, gdzie pełnił funkcję kapitana. Na początku 2004 wyjechał do Ukrainy, gdzie podpisał 4-letni kontrakt z Metałurhiem Donieck. Jednak latem następnego roku powrócił do Serbii, gdzie występował w serbskich klubach FK Borac Čačak, FK Voždovac i FK Vojvodina Nowy Sad. Latem 2007 ponownie wyjechał do Ukrainy, gdzie został piłkarzem Tawrii Symferopol. W grudniu 2011 opuścił krymski klub.

### Kariera reprezentacyjna
W 2003 zadebiutował w narodowej reprezentacji Serbii i Czarnogóry. Łącznie rozegrał 3 gry reprezentacyjne.

## Sukcesy i odznaczenia

### Sukcesy klubowe
- zdobywca Pucharu Ukrainy: 2009/2010